# Songdo Convensia
Songdo Convensia (tiếng Hàn: 송도컨벤시아) là một dự án trung tâm hội nghị đã hoàn thành đầu tiên tại khu đô thị mới Songdo, Incheon, Hàn Quốc và được khai trương vào ngày 7 tháng 10 năm 2008. Sự thiết kế kiến trúc sáng tạo của tòa nhà bởi Kohn Pedersen Fox và BAUM gợi ra những liên tưởng đến Nhà hát Opera Sydney và là một cấu trúc mang tính bước ngoặt ở Hàn Quốc. Sảnh triển lãm chính có một trong những nhịp không cột lớn nhất ở châu Á (144m; 472,4 ft). Phát triển dự án bởi Gale International và POSCO E&C và quản lý dự án bởi Tổng cục Du lịch Incheon, Songdo Convensia hiện đang tổ chức các hội chợ thương mại, hội nghị và các cuộc họp quốc tế, thậm chí nó đã trở thành một địa điểm quay phim phổ biến cho các phim ca nhạc và thương mại.
Cơ sở vật chất ở Songdo Convensia bao gồm 2 sảnh triển lãm chính, 23 phòng hội nghị và 3 phòng khiêu vũ. Một số cơ sở vật chất hỗ trợ tại Songdo Convensia bao gồm khả năng kết nối internet không dây trong toàn bộ trung tâm hội nghị, hệ thống thẻ RFID, camera nhận dạng giọng nói và thông dịch bằng 8 ngôn ngữ.
Mới đây, Songdo Convensia nhận được xếp hạng LEED New Construction 2.2 Certified, và trở thành trung tâm hội nghị đầu tiên được chứng nhận LEED ở châu Á.